# アウディ・A2
A2（エーツー）は、ドイツの自動車会社アウディが、1999年から2005年まで製造していたスーパーミニ・カー。
特徴はオールアルミニウムボディを使用していることである。アウディ・A8同様のアルミスペースフレーム構造であり、A8以上に機械生産化率が引き上げられている。
アメリカや日本では販売されなかった。

## 概要
アウディのエントリーモデルとして開発された。オールアルミニウムボディの採用は軽量化に貢献し、ライバルとして挙げられるメルセデスベンツ・Aクラスと比較して、200kg以上軽量である。また、ディーゼル直噴エンジンで低燃費を目指すために開発された1.2LTDIエンジンを搭載した仕様は、走行抵抗の小さい専用のタイヤやアイドリングストップ機構の採用、さらに標準のA2に比べて135kgもの軽量化が行われ、100kmを3Lの燃料で走る、いわゆる3リッターカーとして発売された。
斬新なテクノロジーをふんだんに使ったA2であったが、セールスは伸びず2005年に生産中止。現在、後継モデルも発売されず、一代きりのモデルとなっている。
また、2011年にコンセプトカー版のA2が開発・出展され、2015年にEVバージョンとしての市販の話も持ち上がったが、結局中止となってしまった。

## グレード
- A2 1.2TDI (EU3) 45kW ASG（ディーゼルエンジン）
- A2 1.2TDI (EU4) 45kW ASG（ディーゼルエンジン）
- A2 1.4TDI 55kW 5速MT（ディーゼルエンジン）
- A2 1.4 55kW 5速MT（ガソリンエンジン）
- A2 1.4TDI 66kW 5速MT（ディーゼルエンジン）
- A2 1.6FSI 81kW 5速MT（ガソリンエンジン）

## 日本で販売されなかった理由
当初は1.4Lのガソリン仕様が導入されると伝えられていたものの、結局日本には正規輸入されなかった。ガソリンエンジン車のAT仕様がない（ディーゼルエンジン車には5速ティプトロニックがある）のが最大の理由。また、アルミニウムボディをこのBセグメントに持ち込んだというコンセプトが日本市場で理解されにくいと判断され、さらに破損時の修理が難しくA8では成り立っているサポート体制の確立も難しく、この車に掛けられているコストもそれなりに高いことで価格設定が難しいことから、アウディジャパン（当時）はA2の日本導入を見送った。ただし若干数が並行輸入されている。
A2はガソリンエンジンモデルのAT仕様の追加を待たずに一世代限りで生産終了し、総生産台数は約17万台であった。競合車となり得たメルセデスベンツ・Aクラスの生産規模は100万台超であり、商業的にはドイツ本国をはじめとする欧州においても失敗作であったといえる。

## その他
A2のボンネットはヒンジを持たず、エンジンにアクセスするためにはボンネット全体を取り外す必要がある。そのためエンジンオイルの確認等、日常的なメンテナンスは独立して開くフロントグリルから実施する。